# Гай Веттій Грат Сабініан
Гай Веттій Грат Сабініан (лат. Gaius Vettius Gratus Sabinianus; близько 180 — бл. 225) — державний діяч часів Римської імперії, консул 221 року.

## Життєпис
Походив із роду Веттіїв. Син Гая Веттія Грата Сабініана Старшого та Корнелії. Про його молоді роки нічого невідомо. Розпочав кар'єру у війську, очоливши турму у війську імператора Септимія Севера. Згодом призначений військовим трибуном  VII Клавдієвого легіону.
За правління імператора Каракалли розпочав цивільну кар'єру. Спочатку був дуумвіром, що відповідав за дотримання якості доріг Риму (лат. Quattuorvir viarum curandum). У 215 році призначений квестором. Через декілька років став претором, який відповідав за питання опікунства. Напевне отримав від імператора Геліогабала статус патриція.
Між 218 та 220 рокам виконував обов'язки куратора віа Фламініа та відповідав за постачання хліба до Риму. У 221 році став консулом, разом із Марком Флавієм Вітеллієм Селевком. Помер близько 225 року.

## Родина
Дружина — Аттіка
Діти:
- Гай Веттій Грат Аттік Сабініан, консул 242 року
- Веттій Грат, консул 250 року